# 漢德氏眶燈魚
漢德氏眶灯鱼（学名：Diaphus handi）为輻鰭魚綱燈籠魚目灯笼鱼科的其中一種，分布於中西太平洋的菲律賓海域，屬深海魚類，棲息深度可達774公尺，體長可達6公分。

## 扩展阅读
維基物種上的相關：漢德氏眶灯鱼